# Seniorat Salony
Seniorat Salony – jedno z feudalnych władztw łacinników na terenie Cesarstwa bizantyjskiego. Powstało w wyniku podboju terenów wokół Salony (współczesna Amfisa) w środkowej Grecji przez uczestników IV krucjaty w 1205 roku.

## Historia
Wśród terenów podbitych przez króla Tessaloniki, Bonifacego z Montferratu, w czasie jego kampanii w południowej Grecji była Salona, miasto położone w okolicach antycznej Amffisy, nieopodal Delf. Pierwotnie Saloną rządzili dostojnicy z tytułem barona. Pierwszym z nich był Tomasz d’Autremoncourt, który wybudował zamek na bazie fortyfikacji starożytnego akropolu. Twierdza ta istnieje do dziś i jest jednym z najlepiej zachowanych świadectw obecności łacinników w Grecji. Nazwa „Salona” która do dzisiaj funkcjonuje w codziennym użyciu mieszkańców regionu, mimo urzędowego nadania miastu nazwy antycznej Amfissy, pochodzi prawdopodobnie od Królestwa Tessaloniki. Tomasz I szybko rozciągnął swoje władztwo na pobliski port w Galaxidi, dzięki czemu wzrosło znaczenie i zamożność Salony i to do tego stopnia że dwóch ostatnich władców z rodziny Autremoncourt biło monety z własnym wizerunkiem. W okolicach 1210 roku Salona tymczasowo znalazła się pod panowaniem despoty Epiru, Michała I Angelosa. Jakiś czas potem tereny te przejęło księstwo Achai a później było lennem Aten. Zależność od księstwa Achai trwała do 1311 roku, kiedy to Tomasz III d’Autremoncourt został zabity w bitwie przeciwko Katalończykom, pod Orchomenos.
Od 1318 roku Salona była rządzona przez katalońską rodzinę Fadrique, której członkowie nosili tytuł hrabiowski. W czasie panowania Katalończyków mianowano kasztelana, który osiadł w twierdzy i odpowiedzialny był za jej obronę i sprawność miejscowego wojska. W Salonie obowiązywało wówczas katalońskie prawo, oparte na prawach Barcelony. Prawdopodobnie język kataloński był wówczas językiem urzędowym. W 1327 roku do hrabstwa przyłączono Loidoriki i Vitrinitzę, które później uzyskały status osobnych ziem i posiadały własnego kasztelana.
W maju 1380 roku Salona została zdobyta przez Kompanię Nawarską i do 1394 roku była rządzona przez bizantyńską hrabinę Helenę Kantakuzenę. W 1394 roku hrabstwo znalazło się pod kontrolą tureckiego sułtana Bajazyda I, a następnie despoty Morei, Teodora I Paleologa. Teodor nie posiadał jednak ani sił ani środków by utrzymać Salonę i w 1403 odsprzedał je szpitalnikom. Ostatecznie, w 1410 roku cały region znalazł się pod panowaniem Osmanów.

## Władcy
- Tomasz I d’Autremencourt (1205–1210)
- Tomasz II d’Autremencourt (1212–1258)
- Wilhelm d’Autremencourt (1258–1294)
- Tomasz III d’Autremencourt (1294–1311)
- Roger Deslaur (1311–1312) potem bezpośrednie rządy katalońskie
- Alfonso Fadrique (1318–1338)
- Pedro I Fadrique (1338–1350)
- Jakub Fadrique (ok. 1355–1365)
- Ludwik Fadrique (1365–1380)
- podbój przez Kompanie Nawarską 1380
- Maria Fadrique (1382–1394), córka Ludwika, regencja matki Heleny Asen Kantauzeny
- pierwsze panowanie osmańskie (1394–1402)
- panowanie bizantyńskie (1402–1404)
- panowanie szpitalników (1404–1410)
- drugi podbój osmański (1410)